# 維羅納復活節
維羅納復活節（義大利語：Pasque Veronesi）是指在1797年4月17日至4月23日，威尼斯共和國維洛納及其周邊地區的居民發起起義行動，並試圖反抗安托萬·巴蘭德領導的法蘭西第一共和國佔領軍。在這期間，負責義大利戰役的法國最高統帥拿破崙·波拿巴則在奧地利大公國，針對《萊奧本條約》展開談判。這次起義行動被視為是第一次反法同盟戰爭的一次高潮。

## 經過
維洛納是威尼斯共和國的一座城市。1796年至1797年，拿破崙·波拿巴發動拿破崙戰爭，並領導法國軍隊在義大利作戰。其後，法國軍隊軍事占領維洛納。不過在占領維洛納期間，法國軍隊沒收維洛納公民的資產，並密謀推翻維洛納地方政府。1797年4月17日復活節星期一早上，由於過往各種壓迫行為，憤怒的民眾發起起義行動，並成功號召更多的維洛納民眾參與。
在戰鬥的第一個小時內，就有1,000多名法國士兵死傷。憤怒的民眾迫使法國軍隊躲進維洛納的城鎮防禦工事避難。但隨後，民眾便動用武力攻擊、佔領這些防禦工事。直到1797年4月25日，這場起義行動以失敗告終，領導起義行動者遭到處決。許多威尼斯共和國、維洛納或聖馬可飛獅的標誌遭到破壞。
隨後15,000名士兵包圍並佔領維洛納，並迫使城鎮支付巨額罰款，並交出藝術品、貨物在內的各種資產。其中遭到掠奪的文化資產有羅馬時代的墓碑（來自曼菲阿諾碑文博物館）、7世紀手稿、提齊安諾·維伽略與保羅·委羅內塞等著名藝術家的畫作。

## 造成影響
人們將這次起義行動與13世紀西西里晚禱的反法起義相比較，並因此取名維羅納復活節。由於維洛納當地和法國當地報導提供的資訊來源差異，有關重建這次事件的實際進程曾引發爭論。相關的爭議一直持續到21世紀，也影響當地的政治辯論。